# Souffleur (Q116)
Pour les articles homonymes, voir Souffleur.
Le Souffleur est un sous-marin de classe Requin de la Marine française construit à Cherbourg (Cherbourg-en-Cotentin depuis 2016) à partir de 1922. Lancé le 1er octobre 1924, il est coulé par le sous-marin britannique HMS Parthian le 25 juin 1941 au large de Beyrouth.

## Histoire
Le 4 juillet 1928, il est à Rouen lors de la visite du président Doumergue. Il fait 78 m de long et déplace 974 t.
Il est détruit lors de la campagne de Syrie en 1941 dans la nuit du 24 au 25 septembre 1941 avec 54 marins dont 4 rescapés. Il a coulé à la suite de plusieurs grenades sous marines.
L'épave gisait par 37 m de profondeur dans les années 1970 et fait depuis 1994 l'objet d'une investigation approfondie.